# Javier Pérez de Cuéllar
Javier Pérez de Cuéllar Guerra (* 19. ledna 1920 Lima, Peru – 4. března 2020 Lima) byl peruánský diplomat, politik, spisovatel a pátý generální tajemník OSN. Je autorem řady prací z oboru mezinárodního práva.

## Kariéra
V roce 1944 vstoupil do diplomatických služeb. V roce 1966 se stal náměstkem ministra zahraničních věcí Peru. V roce 1971 se stal stálým zástupcem Peru v OSN a později zvláštním představitelem generálního tajemníka OSN na Kypru. O čtyři roky později se stal náměstkem generálního tajemníka OSN. Dne 1. ledna 1982 začal působit ve funkci Generálního tajemníka OSN. V roce 1995 neúspěšně kandidoval na prezidenta Peru, ale v politice zůstal a v letech 2000 až 2001 působil ve funkci ministra zahraničních věcí. Poté v roce 2004 zastával funkci velvyslance Peru ve Francii.

## Tituly a vyznamenání
V roce 1984 obdržel čestný doktorát na pražské Karlově univerzitě. Do československých dějin neblahým způsobem vstoupil ještě jednou, když v roce 1987 ocenil skomírající Sdružení katolických duchovních Pacem in terris čestným titulem Posel míru.